# 우리의 팔도강산
우리의 팔도강산은 1972년 공개된 대한민국의 영화이다.

## 배역
- 김희갑
- 황정순
- 신성일
- 윤정희
- 박노식
- 고은아
- 허장강
- 강미애
- 김희라
- 홍세미
- 방수일
- 사미자
- 윤연경
- 양훈
- 장혁
- 손전
- 석운아
- 이예성
- 석귀녀